# Козий Горган
Кизи́йский Го́рган (другие названия — Козий Горган, Козы Гора, Садки) — гора в  Украинских Карпатах, в массиве Горганы. Расположена в пределах Надворнянского района  Ивано-Франковской области, южнее села  Черник.
Высота 1617 м. Лежит в северной части  хребта Довбушанка. Подножие и склоны горы покрыты лесами, вершина незалесненная. Северо-западный склон очень крутой; есть каменистые осыпи, местами — криволесье из сосны горной.
На юго-западе расположена соседняя вершина — Поленский (1693 г.).
Гора расположена в пределах заповедника «Горганы».
Ближайший населенный пункт:  с. Черник.

## О названии горы
С названием горы существует немалая путаница. На одних картах она — Козий Горган, на других Козы Гора и даже Садки (явно ошибочное название). Правильное название — Кизийский Горган (от названия соседней долины — Кизя). Именно так гору называют местные жители.